# 31. март
31. март (31.03) је 90. дан у години по грегоријанском календару (91. у преступној години). До краја године има још 275 дана.

## Догађаји
- 1146 — Француски опат Бернард од Клервоа је држао проповед народу у Везлеу, чему је присуствовао краљ Луј VII, истичући потребу за Другим крсташким ратом.
- 1282 — У побуни Сицилијанаца против француске власти побијени сви Французи на острву.
- 1492 — Фернандо V и Изабела I су објавили декрет из Алхамбре наложивши муслиманима и Јеврејима да пређу у католицизам или напусте Шпанију.
- 1496 — Папа Александар VI са Светим римским царством, Шпанијом, Венецијом и Миланом формирао Свету лигу за борбу против Турака.
- 1854 — Јапан је са САД потписао споразум из Канагаве о отварању лука Шимода и Хакодате за америчке трговце, чиме је прекинуо своју самоизолацију.
- 1889 — Отворена је Ајфелова кула, тада највиша грађевина на свету, у оквиру Светске изложбе.
- 1892 — Србија међу првима у Европи донела закон о помагању спорта ван школа. Гимнастика као обавезан предмет у школама у Србији уведена законом из 1883.
- 1917 — САД од Данске преузеле Западноиндијска острва у Карипском мору и назвале их Девичанска острва. Споразум о куповини тих острва за 25 милиона долара склопљен у августу 1916.
- 1942 — Због побуне индијских војника против њихових британских официра, јапански војници су заузели Божићно острво без икаквог отпора.
- 1948 — Конгрес САД усвојио Маршалов план за обнову послератне Европе.
- 1959 — После неуспешне противкинеске побуне у Ласи, Далај Лама побегао у Индију, где је добио политички азил.
- 1964 — Бразилска војска је извела државни удар, збацила председника Жоаа Гуларта и увела војну диктатуру која ће трајати 21 годину.
- 1971 — Амерички поручник Вилијам Кели осуђен на доживотни затвор због масакра цивила током Вијетнамског рата у селу Ми Лај, у марту 1968. Казна касније смањена на 20 година затвора.
- 1979 — Британски разарач „Лондон“ испловио из луке у Ла Валети, чиме су окончане војне везе Уједињеног Краљевства и Малте.
- 1983 — У земљотресу који је разорио колумбијски град Попајан погинуло најмање 500 људи, а 3.000 остало без домова.
- 1986 — Мексички авион "Боинг 727", на линији град Мексико-Лос Анђелес, срушио се у планинама централног Мексика, при чему је погинуло свих 166 путника и чланова посаде.
- 1991 —
  - На Плитвицама у Хрватској избио први сукоб хрватске полиције и наоружаних Срба. Две особе погинуле, а 20 их повређено. На позив Председништва Југославије, хрватске снаге се повукле, а контролу преузеле јединице ЈНА. Наредних дана оружани сукоби избили у околини Винковаца и Вуковара.
  - Прве вишепартијске изборе у Албанији добили комунисти, опозиција победила у Тирани и осталим већим градовима.
- 1992 — Посетом председника Израела Херцога шпанском краљу Хуану Карлосу обележена 500. годишњица прогона Јевреја из Шпаније.
- 1993 — Савет безбедности Уједињених нација донео, први пут од почетка рата у Босни и Херцеговини, одлуку којом је овластио НАТО да употреби војну силу против прекршилаца у зони забрањених летова над Босном.
- 1994 — Израел и Палестинска ослободилачка организација потписали споразум о међународним посматрачима у граду Хеброну на Западној обали, чиме је Израел први пут пристао на међународно присуство на окупираним територијама откад их је заузео у рату 1967.
- 2001 — У Холандији четири пара хомосексуалаца склопила брак на основу закона који је донела Влада.
- 2002 — У ресторану у Хаифи, лучком граду на северу Израела, бомбаш-самоубица усмртио више од 15 особа, а 44 ранио.
- 2003 —
  - Хашки трибунал осудио Младена Налетилића и Винка Мартиновића на 20 и 18 година затвора због прогона муслиманског становништва у Мостару 1993.
  - Близу Поточара у Републици Српској сахрањено првих 600 жртава сребреничког масакра 1995. Сахрани присуствовало око 10.000 Муслимана.
- 2004 —
  - Хашки трибунал осудио Србина Дарка Мрђу, који је раније признао кривицу, на 17 година затвора због убиства око 200 муслиманских заробљеника на планини Влашић, у августу 1992.
  - САД одлучиле да „замрзну“ финансијску помоћ Србији због недовољне сарадње Београда са Хашким трибуналом.

## Рођења
- 1596 — Рене Декарт, француски филозоф, математичар и научник. († 1650)[1]
- 1732 — Јозеф Хајдн, аустријски композитор. († 1809)[2]
- 1872 — Сергеј Дјагиљев, руски балетски кореограф. († 1929)[3]
- 1876 — Борисав Станковић, српски писац и драматург. († 1927)[4]
- 1888 — Милош Голубовић, српски сликар. († 1961)[5]
- 1890 — Вилијам Лоренс Браг, британски физичар и рендгенски кристалограф, добитник Нобелове награде за физику (1915). († 1971)[6]
- 1904 — Ђорђе Андрејевић Кун, српски сликар и графичар. († 1964)[7]
- 1906 — Шиничиро Томонага, јапански физичар, добитник Нобелове награде за физику (1965). († 1979)[8]
- 1914 — Октавио Паз, мексички књижевник, добитник Нобелове награде за књижевност. († 1998).[9]
- 1927 — Вилијам Данијелс, амерички глумац.[10]
- 1934 — Карло Рубија, италијански физичар, добитник Нобелове награде за физику (1984).[11]
- 1934 — Ричард Чејмберлен, амерички глумац и певач († 2025).[12]
- 1934 — Ширли Џоунс, америчка глумица и певачица.[13]
- 1943 — Кристофер Вокен, амерички глумац, певач, комичар, редитељ, продуцент, сценариста и плесач.[14]
- 1944 — Благо Задро, хрватски војник и командант († 1991)
- 1946 — Хашим Кучук Хоки, босанскохерцеговачки певач. († 2002)[15]
- 1946 — Локица Стефановић, српска балерина, кореографкиња, балетска педагошкиња и архитекткиња.[16]
- 1948 — Ал Гор, амерички политичар, 45. потпредседник САД, добитник Нобелове награде за мир (2007).[17]
- 1955 — Ангус Јанг, аустралијски музичар, најпознатији као гитариста групе .[18]
- 1955 — Светозар Маровић, црногорски правник и политичар, први и једини председник Србије и Црне Горе.[19]
- 1962 — Зоран Ћирић, српски писац.[20]
- 1965 — Раде Тошић, босанскохерцеговачки фудбалер.[21]
- 1966 — Ивица Мавренски, српски кошаркаш и кошаркашки тренер. († 2024)[22]
- 1968 — Сезар Сампајо, бразилски фудбалер.[23]
- 1969 — Стив Смит, амерички кошаркаш.[24]
- 1971 — Јуан Макгрегор, шкотски глумац и редитељ.[25]
- 1972 — Дејан Котуровић, српски кошаркаш.[26]
- 1974 — Стефан Олсдал, шведско-енглески музичар, најпознатији као басиста и гитариста групе .[27]
- 1974 — Милош Самолов, српски глумац.[28]
- 1978 — Вивијан Шмит, немачка порнографска глумица.[29]
- 1982 — Сергеј Лишчук, украјински кошаркаш.[30]
- 1984 — Дамир Микец, српски стрелац.[31]
- 1986 — Цвета Мајтановић, српска певачица.
- 1986 — Стеван Рељић, црногорски фудбалер.
- 1987 — Војислава Лукић, српска тенисерка.[32]
- 1995 — Алекса Николић, српски кошаркаш.[33]

## Смрти
- 1547 — Франсоа I, француски краљ. (* 1494)[34]
- 1727 — Исак Њутн, енглески физичар (* 1643)[35]
- 1855 — Шарлота Бронте, енглеска књижевница (* 1816)[36]
- 1948 — Егон Ервин Киш, новинар и књижевник. (* 1885)[37]
- 1948 — Герхард Геземан,  немачки слависта, фолклориста, књижевни критичар и професор. (рођ. 1888)[38]
- 1963 — Триша Кацлеровић, новинар, адвокат и политичар. (* 1879)[39]
- 1980 — Џеси Овенс, амерички атлетичар (* 1913)[40]
- 2001 — Клифорд Шул, амерички физичар, добитник Нобелове награде за физику. (* 1915)[41]
- 2012 — Зоран Поповић, новинар Политике и РТБ-а, уредник у Информативном програму ТВ Београд. (* 1929)
- 2016 — Хамдија Јусуфспахић, реис-ул-улема Исламске заједнице Србије и београдски муфтија (* 1937)[42]
- 2021 — Иван Клајн, српски академик и филолог. (* 1937)[43]

## Празници и дани сећања
- Српска православна црква слави:
  - Светог Кирила - архиепископа јерусалимског
  - Анина чудотворца